# 5316 Filatov
Filatov (asteróide 5316) é um asteróide da cintura principal com um diâmetro de 32,62 quilómetros, a 3,0820062 UA. Possui uma excentricidade de 0,0242383 e um período orbital de 2 050,33 dias (5,62 anos).
Filatov tem uma velocidade orbital média de 16,75899078 km/s e uma inclinação de 14,75044º.
Este asteróide foi descoberto em 21 de Outubro de 1982 por Lyudmila Karachkina.